# 노아 베리 주니어
노아 비리 주니어(Noah Beery Jr., 1913년 8월 10일 ~ 1994년 11월 1일)는 미국의 배우이다.
뉴욕에서 태어났다.

## 출연 작품
- 미스테리어스 투 (1982년)
- 베스트 리틀 호하우스 인 텍사스 (1982년)
- 워킹 톨 2 (1975년)
- 스파이크 갱 (1974년)
- 워킹 톨 (1973년)
- 리틀 파우스 앤 빅 핼시 (1970년)
- 해븐 위드 어 건 (1969년)
- 저니 투 샤일로 (1968년)
- 선다운의 결전 (1957년)
- 주발 (1956년)
- 클라이막스! (1954년)
- 윙스 오브 더 호크 (1953년)
- 라스트 아웃포스트 (1951년) - Sgt. 캘혼 역
- 로켓쉽 X-M (1950년)
- 서부의 두 깃발 (1950년)
- 붉은 강 (1948년)
- 허 럭키 나이트 (1945년)
- 폴로우 더 보이즈 (1944년)
- 콜벳 K-225 (1943년)
- 올-아메리칸 코-에드 (1941년)
- 요크 상사 (1941년)
- 천사만이 날개를 가졌다 (1939년)
- 생쥐와 인간 (1939년)
- 에이스 드러몬드 (1936년)
- 비바 빌라! (1934년)
- 쇼 걸 인 헐리우드 (1930년)
- 브로드웨이의 황금광들 (1929년)
- 쾌걸 조로 (1920년)

### 텔레비전
- 딜론 보안관 (1964)
- 보난자 (1965)
- 페리 메이슨 (1965)
- 달려라 래시 (1966)
- Hondo (1967)
- 6백만 달러의 사나이 (1974, 1976)
- 아들과 딸들 (1979)
- 사랑의 유람선 (1980, 1986)
- 꿈꾸는 낙원 (1981)
- The Magical World of Disney (1982) - "Beyond Witch Mountain" 편